# Women's Auxiliary Air Force
Women's Auxiliary Air Force, fortkortet WAAF, var den kvindelige afdeling af det britiske Royal Air Force under 2. verdenskrig. 
WAAF blev etableret i 1939 og havde på sit højeste i 1943 mere end 180.000 ansatte. WAAF blev i januar 1949 afløst af Women's Royal Air Force.
| Militær | Spire Denne artikel om militær er en spire som bør udbygges. Du er velkommen til at hjælpe Wikipedia ved at udvide den. |